# Jaime Barrios Meza
Jaime Antonio Barrios Meza (Chile, 23 de septiembre de 1925 - Santiago, 13 de septiembre de 1973) fue un economista chileno.
Durante el gobierno de Salvador Allende se desempeñó como Gerente General del Banco Central de Chile. El día del Golpe de Estado de 1973, fue uno de los ciudadanos que acompañaron al presidente Allende en el Palacio de La Moneda mientras esta era atacada por las Fuerzas Armadas. Allí fue detenido y posteriormente desaparecido.
Anteriormente, viajó a Cuba para apoyar la revolución en ese país. Allí fue asesor económico de Ernesto Guevara junto con otros dos economistas chilenos: Raúl Maldonado y Carlos Romeo.
En las Memorias de Marcos Chamudes, cuenta parte del motivo por el cual fue a Cuba: "...el diario oficial del Partido, El Siglo, informó que se habían adoptado medidas disciplinares en contra de Jaime Barrios y otra distinguida militante, no por faltas políticas, sino según sus propios inquisidores, por las que habrían cometido en su vida privada. Posteriormente se comprendió que el castigo partidario había sido el de separar a la pareja, ya que Barrios renunciaba a su alto cargo en el Banco Central y partía a Cuba, donde fue asesor del “Che” Guevara, a quien en 1962 acompañó a Moscú cuando el mártir guerrillero era dictador económico del régimen castrista.” El mismo autor informa que en función de esta medida disciplinar, se dio a la luz pública la militancia de Barrios en el Partido Comunista, que siempre había ocultado, y que habría desempeñado además de su función, labores de espionaje, debido a que un documento confidencial del Fondo Monetario Internacional, llegó a manos del FRAP, con el que se intentó una acusación constitucional contra el ministro Roberto Vergara.
En octubre de 2014, 13 años después de haberse encontrado sus restos óseos en una fosa clandestina de Peldehue, en 2001, mediante pruebas de ADN el Servicio Médico Legal reconoció los restos de Jaime Antonio Barrios Meza y Claudio Raúl Jimeno Grendi.